# GNR-Klasse C1 (1902)
Die ab 1902 gebauten Dampflokomotiven der Klasse C1 der britischen Bahngesellschaft Great Northern Railway (GNR) waren eine verstärkte Ausführung mit größeren Kesseln der ab 1898 gebauten ersten Schlepptenderlokomotiven mit der Achsfolge Atlantic (2’B1’) in Großbritannien. Henry A. Ivatt, der Chief Locomotive Superintendent der GNR, ließ auf Basis der ersten Erfahrungen mit den von ihm entworfenen Atlantics der Klasse C1 1902 mit der Nr. 251 eine erste Lokomotive mit deutlich größerem Kesseldurchmesser bauen. Dieser folgten bis 1910 insgesamt 90 weitere Serienlokomotiven sowie drei versuchsweise als Vierzylinder-Verbundlokomotiven ausgeführte Maschinen. Trotz der deutlichen Bauartunterschiede untereinander wie auch zur Vorgängerserie ordnete die GNR alle Atlantics in der Klasse C1 ein. Im Zuge der Umsetzung des Railways Act 1921 ging die GNR 1923 in der London and North Eastern Railway (LNER) auf, die die Lokomotiven in ihrem Bezeichnungsschema weiterhin als Klasse C1 einstufte, während die älteren Maschinen mit kleineren Kesseln als C2 eingeordnet wurden. Die Ausmusterung der C1 begann 1943. Zum Zeitpunkt der Nationalisierung der britischen Bahngesellschaften infolge des Transport Act 1947 waren noch 17 Maschinen vorhanden, die von British Railways übernommen wurden, jedoch bis 1950 vollständig ausgemustert wurden. Die erstgebaute Lokomotive, Nr. 251, blieb erhalten und gehört dem National Railway Museum (NRM) in York.

## Geschichte
Henry Ivatt war von der Bedeutung ausreichend dimensionierter Kessel überzeugt. Obwohl die Maschinen der Klasse C1 sich bewährten, gab es dennoch Kritik an ihrer unzureichenden Leistung. Ivatt entwarf daher einen deutlich größeren Kessel mit größerem Durchmesser. Zudem nützte er erstmals die bauartbedingte Möglichkeit aus, den Stehkessel oberhalb des Rahmens und über der Nachlaufachse weit nach außen zu führen. Der Vorserienlokomotive folgten 1904 20 weitere Exemplare. Betrieblich waren die Maschinen jedoch zunächst eine Enttäuschung. Dazu trug neben den im Verhältnis zum Kessel zu kleinen Zylindern und einem daraus resultierenden hohen Dampfverbrauch vor allem die schwergängige Steuerung bei – aufgrund der Breite des Stehkessels war es nötig geworden, anstelle der üblichen Steuerschraube vom Führerstand außen entlang des Kessels einen hebelgestützten Mechanismus zu installieren, der vor allem bei hohen Geschwindigkeiten schwer zu bedienen war. Bei den ab 1905 gelieferten Maschinen änderte Ivatt daher den Stehkessel ab und machte die Feuerbüchse etwas schmaler, so dass wieder eine Steuerschraube verwendet werden konnte. Bis 1908 entstanden so weitere 60 C1-Lokomotiven; zur Unterscheidung wurden sie meist als „Large Ivatts“ oder „Large Atlantics“ bezeichnet, während die ab 1898 gelieferten Maschinen von den Eisenbahnern und Trainspottern als „Small Ivatts“ oder „Small Atlantics“ bezeichnet wurden. 1910 kam eine letzte Serie von zehn Maschinen, die erstmals mit einem Überhitzer nach dem Patent von Wilhelm Schmidt ausgerüstet wurden. Bereits 1905 hatte Douglas Earle Marsh, der Locomotive, Carriage and Wagon Superintendent der London, Brighton and South Coast Railway (LB&SCR), der bis 1904 Ivatts Assistent in Doncaster gewesen war, anhand eines von ihm mitgenommenen Zeichnungssatzes fünf weitgehend identische Maschinen als LB&SCR-Klasse H1 bauen lassen. Diesen folgten 1911/12 als Heißdampfversion weitere sechs Lokomotiven der LB&SCR-Klasse H2.
Drei weitere „Large Atlantics“ wurden versuchsweise als Vierzylinder-Verbundlokomotiven in unterschiedlichen Ausführungen gebaut. Sie bewährten sich jedoch nicht und wurden entweder bereits in den 1920er Jahren ausgemustert oder der Serienausführung mit zwei Zylindern ohne Verbundwirkung angeglichen. 1905 lieferten die Doncaster Works mit der Lokomotive Nr. 292 eine erste Vierzylinder-Verbundlokomotive nach einem Entwurf von Ivatt aus. Im gleichen Jahr kam auch eine zweite Verbundmaschine, die die GNR bei Vulcan Foundry in Auftrag gegeben hatte. Sie erhielt die Nummer 1300. Beide Verbundmaschinen bewährten sich nicht sonderlich und waren beim Personal der GNR aufgrund diverser Kinderkrankheiten wenig geschätzt. Nr. 1300 wurde 1917 nach einem Zylinderschaden in eine Zweizylindermaschine ohne Verbundwirkung umgebaut, aber dennoch bereits 1924 ausgemustert; ihre Laufleistung hatte bis dahin nur rund die Hälfte der durchschnittlichen Laufleistung der Serienmaschinen erreicht. Vier Jahre später stellte die LNER auch die Lokomotive Nr. 292 ab. Länger im Bestand blieb die letzte, 1907 gelieferte Verbundlokomotive Nr. 1421, die erst 1947 ausgemustert wurde. Sie war jedoch 1920 ebenfalls der Serienausführung angeglichen und in eine Zweizylindermaschine umgebaut worden.
Nachdem Ivatt 1911 in den Ruhestand gegangen war, beschaffte sein Nachfolger Nigel Gresley keine weiteren Atlantics. Er ließ die Maschinen jedoch schrittweise umbauen und ertüchtigen, insbesondere durch den Umbau in Heißdampfmaschinen erzielte er eine verbesserte Leistungsfähigkeit. Die C1-Lokomotiven konnten daher bis zur Beschaffung der ersten Pacifics die von ihnen verlangten Leistungen vor den wichtigsten Expresszügen der GNR in der Regel erbringen, auch wenn bei schwierigen Streckenverhältnissen der Einsatz von Vorspannlokomotiven erforderlich war. 1914 ließ er die C1 Nr. 279 in eine Vierlingsmaschine ohne Verbundwirkung umbauen. Zu LNER-Zeiten wurde die inzwischen als Nr. 3279 eingeordnete Maschine 1937 wieder in eine Zweizylindermaschine umgebaut, jedoch unter Verwendung von Zylindern der LNER-Klasse K2. Ein letzter Umbau war 1923 die Ausrüstung der C1 Nr. 1419 mit einem Booster an der Nachlaufachse, um die aufgrund der lediglich zwei Kuppelachsen immer auftretenden Probleme beim Anfahren mit schweren Zügen zu reduzieren. Zwar führte der Booster zu Verbesserungen beim Anfahren, immer wieder traten jedoch technische Probleme insbesondere mit der Federung der Nachlaufachse auf, die sich auch durch diverse Umbauten nicht dauerhaft beheben ließen. 1935 ließ die LNER daher den Booster wieder ausbauen.
Nach ihrer Auslieferung übernahmen die neuen C1 schnell die wichtigsten Expresszüge der GNR, insbesondere auf dem GNR-eigenen Abschnitt der East Coast Main Line zwischen London King’s Cross und Doncaster. Sie verdrängten insbesondere die Stirling Singles und die älteren C1 in nachrangige Aufgaben. Zunächst wurden sie im Depot King’s Cross sowie Depots in Peterborough, Grantham und Doncaster beheimatet. Die Lokomotiven bewährten sich jedoch nicht ganz so gut wie erhofft, insbesondere zeigten sich Probleme beim Anfahren. Daher erhielten die mit C1 bespannte Expresszüge zwischen King’s Cross und Potters Bar eine Vorspannlokomotive wenn die Zuglast 500 t überschritt.
1908 wurde die C1 1442 als Lokomotive für den Royal Train ausgewählt und erhielt zur optischen Aufwertung neben einem GNR-Wappen auf beiden Seiten brünierte Beschläge. Sie beförderte König Edward VII. 1908 von London nach Leeds. 1909 wurde die Maschine auf der Imperial International Exhibition in Shepherd’s Bush ausgestellt; um den technischen Fortschritt zu demonstrieren, wurde sie einer zuvor ausgemusterten Stirling Single von 1870 gegenübergestellt.

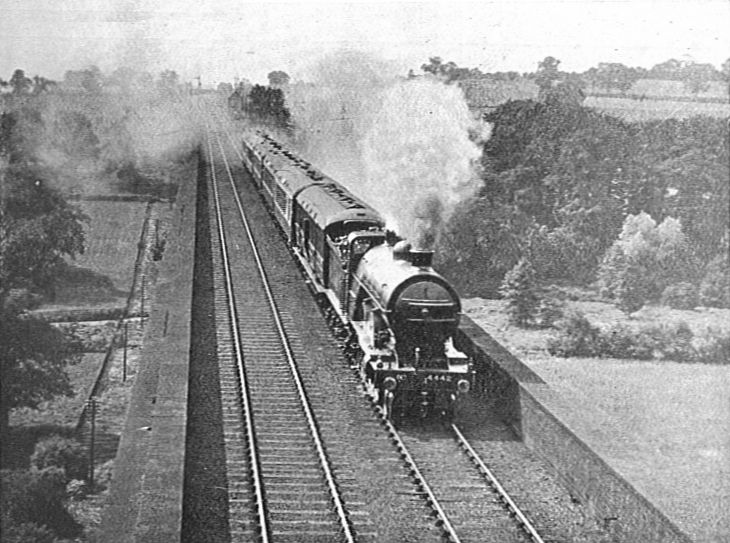
Eine C1 vor dem Pullmanzug Queen of Scots 1928 bei Welwyn Garden City

Nach dem Übergang an die LNER übernahmen die neueren und deutlich leistungsfähigeren Pacifics der LNER-Klasse A3 die schwersten Leistungen, ihnen verblieben aber dennoch auch anspruchsvolle Leistungen auf der ECML. So bespannten die C1 ab 1923 den neu eingeführten Pullmanzug Harrogate Pullman nach Newcastle über Harrogate auf dem Abschnitt zwischen London und Leeds, ebenso den Pullmanzug Queen of Scots nach Edinburgh. Ab 1935 verdrängten die neuen Stromlinienlokomotiven der LNER-Klasse A4 die C1 allmählich von der ECML. Ein Teil der Lokomotiven wurde in Sheffield stationiert, wo sie trotz anfänglicher Probleme bei den Personalen recht beliebt wurden. Sie übernahmen Leistungen im Personenverkehr von Sheffield nach Liverpool, Manchester, York, Leicester und Swindon. Bereits seit 1928 waren C1 in Cambridge stationiert und bespannten dort diverse Expresszugleistungen, auch nach London. Vertretungsweise kamen die Maschinen aber auch weiter auf der ECML zum Einsatz. Im Juli 1936 musste bspw. eine C1 für eine ausgefallene A3 einspringen und schaffte es, den schweren, aus 17 Wagen bestehenden Expresszug zwei Minuten vor Fahrplan von Grantham nach York zu befördern.
Nach Ausbruch des Zweiten Weltkriegs forderten Personal- und Materialmangel sowie fehlende Ersatzteile allmählich ihren Tribut und die Maschinen wiesen bald einen schlechten Unterhaltungszustand auf. Trotz des kriegsbedingt gestiegenen Lokomotivbedarfs begann die LNER daher 1943 mit ersten Ausmusterungen. Nach Kriegsende beschleunigte der Zugang hoher Stückzahlen der neuen LNER-Klasse B1 die Ausmusterung und 1948 übernahm British Railways (BR) im Zuge der Nationalisierung infolge des Transport Act 1947 lediglich noch 17 Maschinen von der LNER. 1950 waren lediglich noch fünf Lokomotiven vorhanden, die Mehrzahl war in Sheffield stationiert. Im November 1950 zog Lokomotive 62822 als letzte Leistung einen Sonderzug von King’s Cross nach Doncaster; an Bord war unter anderem der Sohn von Henry A. Ivatt, George Ivatt, ebenfalls Lokomotivkonstrukteur und letzter Chief Mechanical Engineer der London, Midland and Scottish Railway (LMS), dem in Würdigung der Arbeit seines Vaters am Ende der Fahrt das Fabrikschild der Maschine überreicht wurde.

## Technik
Der wesentliche Unterschied zwischen den jüngeren und älteren „Ivatt Atlantics“ war der Kesseldurchmesser, der von 1,42 m auf 1,68 m vergrößert wurde; zudem wurde er hinter den Kuppelradsätzen mit deutlich breiterer, auf dem Rahmen gelagerter Feuerbüchse ausgeführt. Die übrigen technischen Unterschiede waren marginal, Steuerung, Zylinder, Rahmen und Radsätze blieben gleich. Unterschiede, die im Wesentlichen aus den geänderten Kesseldimensionen resultierten, waren das Gewicht und die Achslast sowie die Ansteuerung über Hebel anstelle einer Steuerschraube. Letzteres wurde aufgrund der damit verbundenen Probleme bei den letzten Serien wieder geändert, indem der Stehkessel in seiner Breite wieder etwas reduziert und damit Platz für eine Steuerschraube geschaffen wurde. Die älteren Serien erhielten zu Zeiten der LNER zwischen 1925 und 1933 schrittweise die neueren Kessel, was Anpassungen beim Rahmen erforderte. Noch zu Zeiten von Ivatt ersetzte die GNR die Vorlaufgestelle durch eine verstärkte Version, nachdem die bislang verwendeten Drehgestelle der GNR-Standardbauart schnell Risse bekamen. Ebenfalls bereits 1910 begann die GNR mit dem Umbau der älteren Serien auf Heißdampf, zum Teil erhielten sie auch Kolbenschieber statt der zunächst verwendeten Flachschieber. Dennoch waren noch 1948 von den damals noch vorhandenen 17 Maschinen immer noch vier mit Flachschiebern ausgerüstet.

## Verbleib
Wie bei den älteren GNR-C1 wurden mit Ausnahme der ersten Maschine alle Lokomotiven nach ihrer Ausmusterung verschrottet. Die erstgebaute Nr. 251 (zuletzt bei der LNER mit der Nr. 2800 bezeichnet) war von der LNER bereits 1947, vor dem Übergang an British Railways, ausgemustert worden. Sie wurde in das LNER-Museum in York, den Vorgänger des heutigen National Railway Museums (NRM), überführt und in ihren ursprünglichen Zustand bei Auslieferung zurückgebaut. Hierfür bekam sie von einer nicht umgebauten Maschine deren Nassdampfkessel und von einer anderen Lokomotive die Flachschieber. Auch der Rahmen wurde gegen einen anderen gebrauchten Rahmen getauscht. 1952 wurde die Lokomotive anlässlich seiner 100-Jahr-Feier im Bahnhof King’s Cross ausgestellt. Ein Jahr später ließ British Railways die Maschine wieder betriebsfähig aufarbeiten, um sie vor Sonderzügen für Eisenbahnenthusiasten einzusetzen. Der zurückgebaute Nassdampfkessel erwies sich jedoch als schlechter Dampfmacher, so dass in der Regel Vorspannlokomotiven erforderlich waren, um die Züge zuverlässig zu befördern. 1957 wurde die Maschine wieder als statisches Ausstellungsstück in das Museum gebracht. Sie blieb bis 2004 in York; in diesem Jahr wurde sie anlässlich der Eröffnung des heutigen Locomotion Museum nach Shildon überführt. Ein Jahr später kam Nr. 251 als Leihgabe in das Bressingham Steam Museum, sieben Jahre später kam sie im April 2012 in das Barrow Hill Roundhouse Museum in Derbyshire. Seit 2021 ist die Lokomotive als Leihgabe des NRM in der Danum Gallery Library and Museum in Doncaster ausgestellt.